# 역약리학

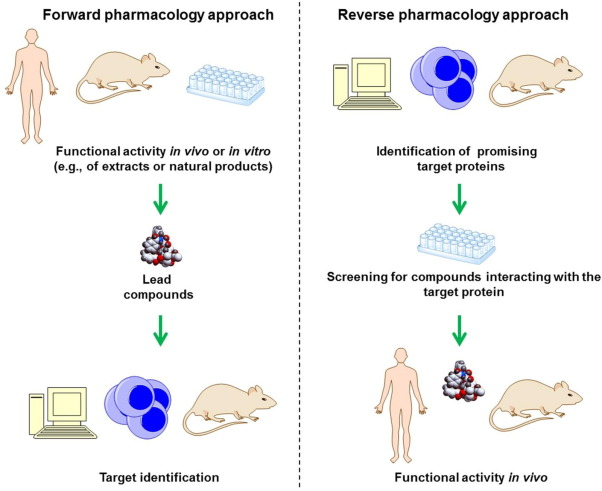
약물 발견에서의 고전(정방향) 약리학 및 역(역방향)약리학적 접근법

역약리학(逆藥理學, 영어: reverse pharmacology)은 약물 발견 분야에서 질병을 변형시키는 것으로 생각되는 특정 단백질 표적의 활성 조절이 유익한 치료 효과를 가질 것이라는 가설에서 시작되었다. 표적 기반 약물 발견(標的基盤藥物發見, 영어: target-based drug discovery, TDD)이라고도 한다. 저분자의 화학 라이브러리의 스크리닝은 표적에 높은 친화력으로 결합하는 화합물을 식별하는 데 사용된다. 그런 다음 이러한 스크린의 히트가 약물 발견의 시작점으로 사용된다. 이 방법은 대량의 정제된 단백질을 신속하게 복제하고 합성할 수 있는 인간 게놈의 시퀀싱 이후 대중화되었다. 이 방법은 오늘날 약물 발견에 가장 널리 사용된다. 고전약리학과는 달리 역약리학 접근 방식을 통해 식별된 활성(유도) 화합물의 생체 내 효능은 일반적으로 최종 약물 발견 단계에서 수행된다.

## 같이 보기
- 고전약리학
- 역백신학